# The Legend of Zelda: Tri Force Heroes
The Legend of Zelda: Tri Force Heroes (ゼルダの伝説 トライフォース3銃士, Zeruda no Densetsu: Toraifōsu San-jūshi) é um jogo eletrônico de ação-aventura desenvolvido pela Nintendo Entertainment Planning & Development junto com a Grezzo. É o décimo oitavo título da série The Legend of Zelda e foi lançado exclusivamente para Nintendo 3DS em outubro de 2015.